# Ченинг (Тексас)
Ченинг (енгл. Channing) град је у америчкој савезној држави Тексас. По попису становништва из 2010. у њему је живело 363 становника.

## Демографија
Према попису становништва из 2010. у граду је живело 363 становника, што је 7 (2,0%) становника више него 2000. године.
| Група             | 2000.       | 2010.       |
| Белци             | 324 (91,0%) | 312 (86,0%) |
| Афроамериканци    | 4 (1,1%)    | 0 (0,0%)    |
| Азијати           | 0 (0,0%)    | 6 (1,7%)    |
| Хиспаноамериканци | 25 (7,0%)   | 43 (11,8%)  |
| Укупно            | 356         | 363         |